# Poker Face
Poker Face je píseň americké popové zpěvačky-skladatelky Lady Gaga. Píseň pochází z jejího debutního alba The Fame. Produkce se ujal evropský producent RedOne.
"Poker Face" po celém světě dobýval žebříčky, skoro u všech hudebních žebříčků ukořistil #1 příčku[zdroj?].
Byl 6x platinově certifikovaný v Kanadě, 3x platinově v Austrálii), 2x platinově v Novém Zélandu, 2x platinově ve Španělsku, Švédsku[zdroj?] a Belgii[zdroj?].

## Hudební příčky
| Období (2008)          | Max. příčka |
| ---------------------- | ----------- |
| Austrálie              | 1           |
| Rakousko               | 1           |
| Kanada                 | 1           |
| Francie                | 1           |
| Německo                | 1           |
| Irsko                  | 1           |
| Nový Zéland            | 1           |
| Švýcarsko              | 1           |
| Velká Británie         | 1           |
| U.S. Billboard Hot 100 | 1           |